# Никола Петковић (фудбалер, 1996)
Никола Петковић (Београд, 23. септембра 1996) српски је фудбалер.

## Каријера
Петковић је фудбалски стасавао у млађим категоријама Партизана и Чукаричког, а своје прве сениорске наступе уписао је као члан београдске Локомотиве. Са тим клубом освојио је наслов првака Београдске зоне за такмичарску 2016/17, током које се такође остварио као најбољи стрелац тог такмичења. Такође, у јесењем делу сезоне 2017/18. у Српској лиги Београд, Петковић је такође био најефикаснији играч такмичења, са 9 постигнутих погодака на 15 утакмица. Почетком 2018. године, прешао је у ивањички Јавор, са којим је потписао трогодишњи професионални уговор. За нови клуб је дебитовао на отварању пролећног дела сезоне у Суперлиги Србије, нашавши се у стартној постави свог тима, против Црвене звезде на Стадиону Рајко Митић. Екипа Јавора се наредне сезоне такмичила у Првој лиги Србије, али је освајањем другог места на табели изборила повратак у највиши степен фудбалског такмичења у Србији. Петковић је током исте наступио на свих 37 сусрета, постигавши укупно 22 поготка, чиме је заузео место другог стрелца лиге, иза саиграча Ивана Марковића. Током такмичарске 2019/20, Петковић је постигао 16 погодака у Суперлиги Србије и поделио прво место на листи стрелаца те сезоне са нападачким тандемом ТСЦ Бачке Тополе, Ненадом Лукићем и Владимиром Силађијем. Почетком јула 2020. потписао је трогодишњи уговор са француским друголигашем Шамблијем.

## Статистика

#### Клупска
Ажурирано 5. јула 2020.
| Клуб          | Сезона   | Лига             | Лига    | Лига   | Национални куп | Национални куп | Европа  | Европа | Остало  | Остало | Укупно  | Укупно |
| Клуб          | Сезона   | Дивизија         | Наступа | Голова | Наступа        | Голова         | Наступа | Голова | Наступа | Голова | Наступа | Голова |
| ------------- | -------- | ---------------- | ------- | ------ | -------------- | -------------- | ------- | ------ | ------- | ------ | ------- | ------ |
| Јавор Ивањица | 2017/18. | Суперлига Србије | 10      | 1      | 1              | 0              | —       | —      | —       | —      | 11      | 1      |
| Јавор Ивањица | 2018/19. | Прва лига Србије | 37      | 22     | 0              | 0              | —       | —      | —       | —      | 37      | 22     |
| Јавор Ивањица | 2019/20. | Суперлига Србије | 30      | 16     | 0              | 0              | —       | —      | —       | —      | 30      | 16     |
| Јавор Ивањица | Укупно   | Укупно           | 77      | 39     | 1              | 0              | —       | —      | —       | —      | 78      | 39     |

## Трофеји и награде

### Екипно
Локомотива Београд
- Београдска зона: 2016/17.[5]

### Појединачно
- Најбољи стрелац Београдске зоне за такмичарску 2016/17.[2]
- Најбољи стрелац Суперлиге Србије за такмичарску 2019/20. са 16 погодака (прво место на листи стрелаца поделио је са Владимиром Силађијем и Ненадом Лукићем)[15]